# Chaetodoria conica
Chaetodoria conica là một loài ruồi trong họ Tachinidae.